# Inundațiile din iulie 2021 din Europa
Inundațiile din iulie 2021 din Europa au afectat în special Europa de Vest, cu precădere Germania, Belgia, Elveția, Luxemburg și Țările de Jos. Cel puțin 217 de persoane și-au pierdut viața în timpul inundațiilor, din care 177 în Germania, 37 în Belgia, 1 în Italia, 1 în Austria și 1 în România.
Pe 14 și 15 iulie 2021, cursurile de apă ale mai multor bazine hidrografice europene, cu precădere râul Ahr din Renania de Nord-Westfalia, au ieșit din matcă, provocând o catastrofă naturală. Umflarea apelor s-a datorat unui nivel de precipitații record pentru această perioadă. După numărul de victime, inundațiile din iulie au reprezentat una din cele mai mari catastrofe naturale de la începutul secolului al XXI-lea.
Ministrul belgian al Afacerilor Interne, Annelies Verlinden, a descris calamitățile drept „unul din cele mai mari dezastre naturale pe care le-a cunoscut țara noastră”. Malu Dreyer, prim-ministrul landului Renania-Palatinat, a calificat inundațiile drept „devastatoare”. Pe lângă pierderile de vieți omenești, inundațiile au cauzat întreruperi pe scară largă a alimentării cu electricitate, evacuări forțate, precum și avarierea sau distrugerea infrastructurii și terenurilor agricole din zonele afectate. Distrugerile provocate infrastructurii au fost deosebit de severe în special în Belgia și Germania. Costul pierderilor provocate de inundații bunurilor asigurate a fost estimat la circa 2,55 miliarde de €, costurile totale ale distrugerilor fiind însă mult mai mari.

## Evoluția meteorologică

Capturi de imagini din satelit și radar între 8 și 15 iulie.

Circulația atmosferică a fost caracterizată de un blocaj anticiclonic deasupra Europei de Nord și de Est de la debutul verii anului 2021. Acesta a deviat către sud o serie de mase de aer rece sau cupole de aer rece și instabil. Astfel, în timp ce regiunile Mării Baltice și cele ale Scandinaviei s-au bucurat de o vară extrem de călduroasă și însorită, Europa de Vest s-a confruntat cu frecvente episoade de ploi torențiale și furtuni.
Depresiunea Bernd, denumită astfel pe 10 iulie de către Universitatea Liberă din Berlin, s-a format deasupra Atlanticului de Nord, la câteva sute de kilometri sud-vest de Islanda. Ea a sporit în intensitate pe 12 iulie deasupra Regatului Unit și a traversat Europa de Vest în zilele următoare.
Deplasarea lentă a acestui sistem a favorizat ploi abundente și prelungite, cauzate de aspirarea aerului cald și umed de deasupra Mediteranei, și a generat o vastă zonă ploioasă deasupra Beneluxului, către Italia, afectând în principal vestul Germaniei. Ploile acestui front, cu acumulări de ordinul a 271,5 de litri/m2 în 48 de ore la Jalhay și 217 de litri/m2 în 48 de ore la Spa, s-au adăugat ploilor anterioare. Spre exemplu, pe 14 iulie, la Köln s-au înregistrat 154 litri de precipitații/m2 în doar 24 de ore, iar la Reifferscheid, 207 litri/m2 în numai 9 ore, conform bazei de date europene privind fenomenele meteorologice violente. În ziua anterioară, 88,3 litri de precipitații/m2 căzuseră la Hirschberg și 85,1 litri/m2 la Hof. Conform Organizației Meteorologice Mondiale (OMM), în două zile a căzut echivalentul a două luni de precipitații.

## Consecințe

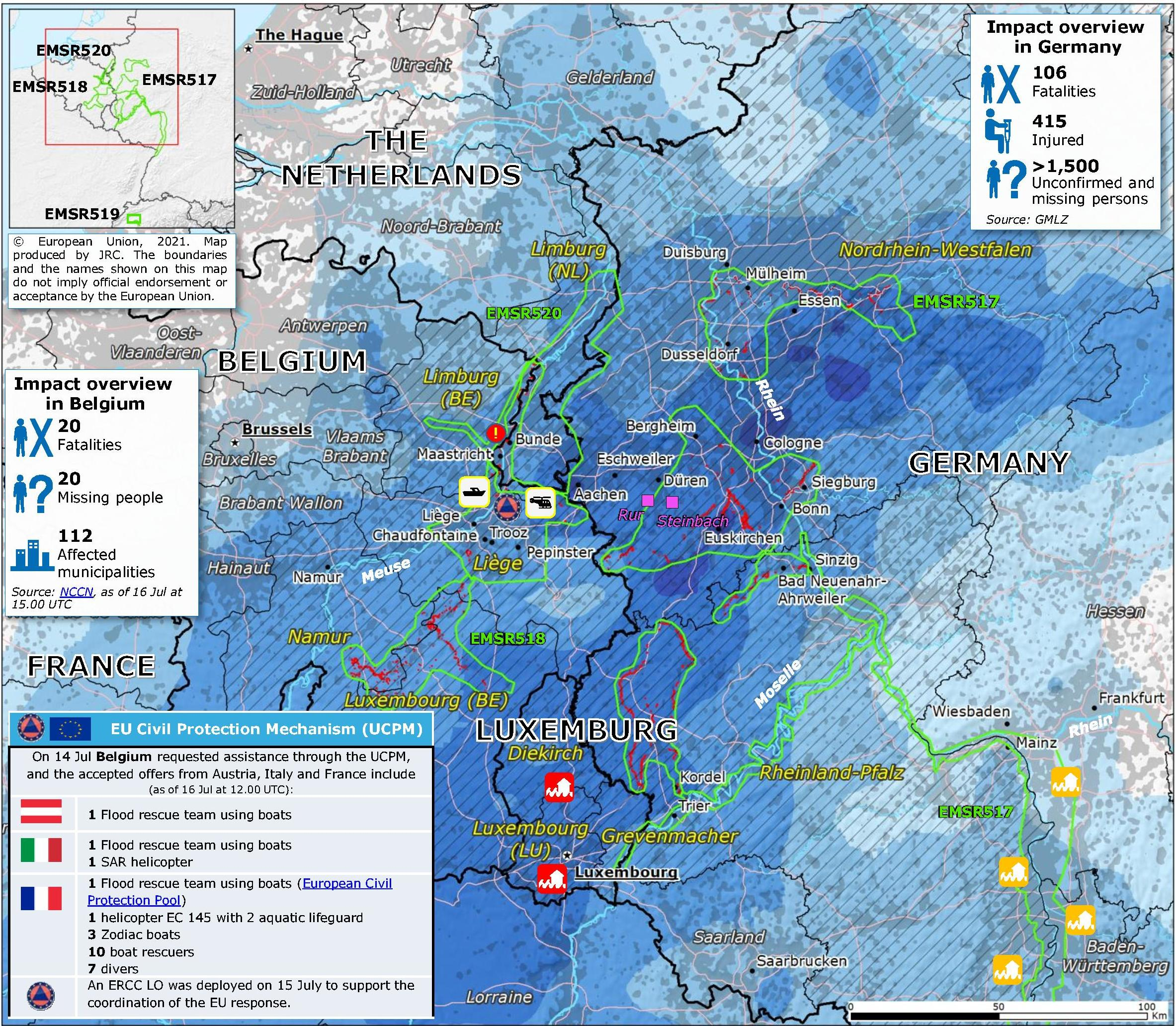
Harta principalelor regiuni inundate, conform Centrului European pentru Coordonarea Intervențiilor de Urgență (ERCC).
Principalele țări afectate.

### Austria
Pe 17 iulie, o viitură a măturat Hallein, un oraș de la frontiera germană. Echipele de intervenție din landurile Salzburg și Tirol au fost plasate în stare de alertă sporită pentru cazuri de inundații, iar cancelarul Sebastian Kurz a scris pe Twitter că „ploile puternice și furtunile au cauzat, din păcate, distrugeri grave în mai multe locuri din Austria”. Un bărbat și-a pierdut viața la Saalbach-Hinterglemm în urma inundațiilor.

### Belgia

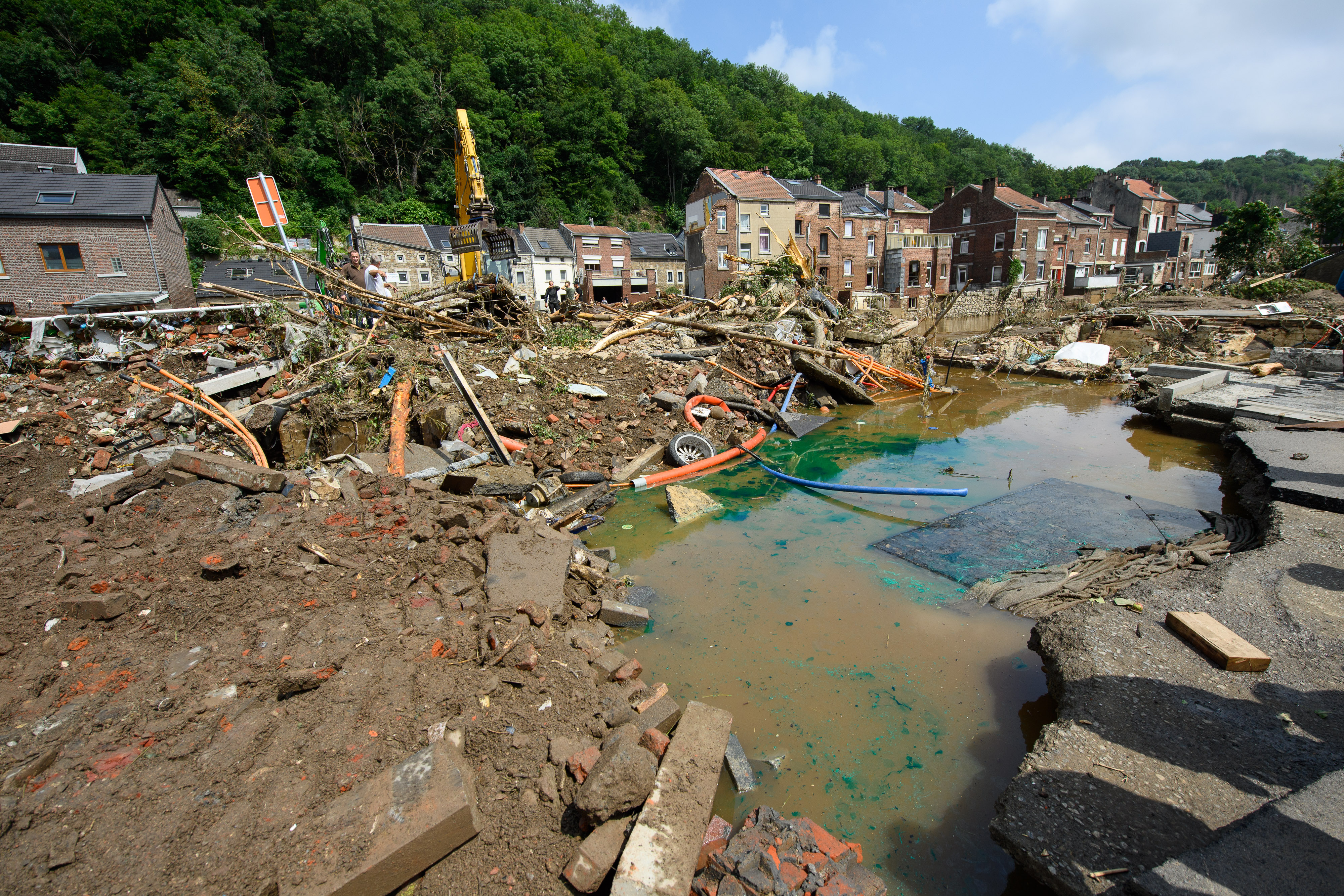
Distrugeri în Belgia.

Începând cu 13 iulie, inundații grave s-au produs în Belgia în Regiunea Valonă, Regiunea Capitalei Bruxelles și provinciile flamande Limburg și Brabantul Flamand. Numeroase cursuri de apă au ieșit din matcă, în special Meuse, Vesdre, Ourthe și Amblève.
Până pe 19 iulie, pe lângă importantele pagube materiale, 36 de persoane își pierduseră viața și alte 77 erau date dispărute. Pentru 40 de comune a fost declarată rapid starea de catastrofă naturală, printre ele numărându-se Liège, Spa, Pepinster, Chaudfontaine, Rochefort, Verviers, Dinant, Durbuy, Theux, Trooz, Aywaille, Namur, Huy, La Louvière, Court-Saint-Etienne, Châtelet, Wavre, Grez-Doiceau, Hotton, Jalhay, Ham-sur-Heure-Nalinnes, Esneux, Philippeville și Couvin. Alimentarea cu gaz și electricitate a suferit perturbări în provincia Liège, iar apa din rețeaua de distribuție a devenit improprie pentru consum în mai multe comune.
Deoarece pompierii din provincia Liège au fost depășiți de amploarea catastrofei, în sprijinul lor au sosit pompieri din Italia, nordul Franței, Țările de Jos și Austria, pentru a ajuta la evacuarea sinistraților din locuințe. Donații către zonele calamitate au fost trimise din toate colțurile Belgiei, cu precădere din Bruxelles și Valonia, din regiunile neafectate sau puțin afectate de inundații.

### Elveția
Pe 15 iulie, Biroul Federal de Meteorologie și Climatologie MétéoSuisse a avertizat că inundațiile din țară se vor agrava în cursul zilelor următoare, având potențialul de a atinge din nou nivelul „inundațiilor secolului” din 2005, și că există un risc crescut în special în jurul lacurilor Biel, Thun și Celor Patru Cantoane, precum și riscul alunecărilor de teren. În acea zi, cota apei lacului Celor Patru Cantoane a atins nivelul de avertizare cel mai ridicat.

### Franța
Regiunea Grand Est a fost măturată de ploi puternice. Regiunile Hauts-de-France și Bourgogne-Franche-Comté au fost și ele afectate de inundații locale. Conform Météo-France, între 12 iulie, ora 8, și 16 iulie, ora 12, 199 litri/m2 de precipitații au căzut la Châtel-de-Joux (Jura), 160 litri/m2 la Plainfaing (Vosges), 159 litri/m2 la Le Fied (Jura) și 158 litri/m2 la Villers-la-Chèvre (Meurthe-et-Moselle).
Numeroase comune, precum Bar-le-Duc sau Arbois, au fost inundate, iar locuitorii au fost avertizați să nu iasă din case. Între departamentele Saône-et-Loire și Jura, râurile Seille și Brenne au atins nivelul de inundație care se produce o dată la 50 de ani (2%). Nici un deces nu fusese semnalat până pe 18 iulie.

### Germania

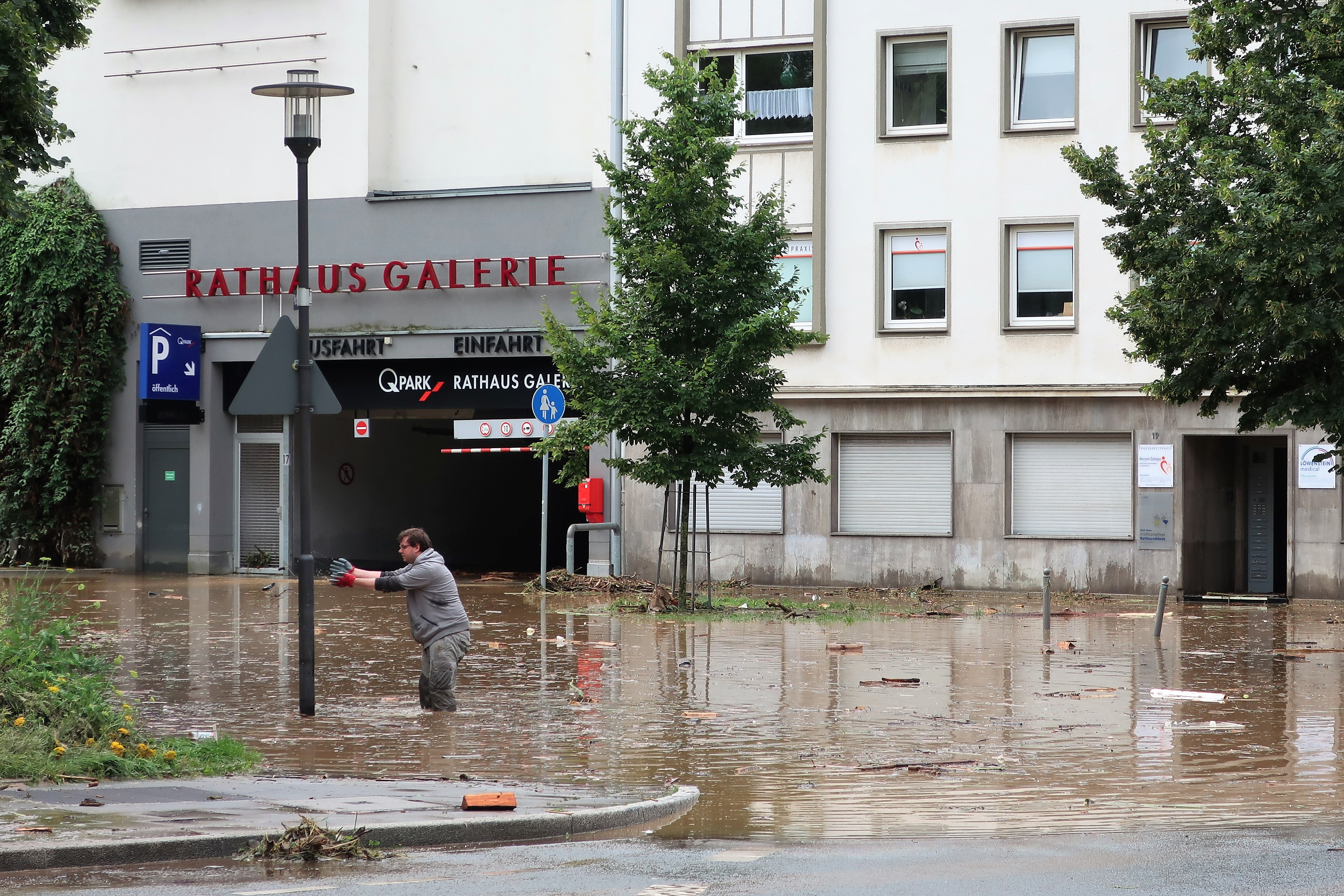
Inundații la Hagen, Germania.

Inundațiile au afectat mai ales landurile Renania-Palatinat și Renania de Nord-Westfalia, făcând peste 100 de victime. Circa 200.000 de locuințe au rămas fără electricitate, conform furnizorului Westnetz. Sute de persoane au fost date dispărute în Germania.
Inundațiile au fost cauzate în special de mici cursuri de apă, care și-au ieșit din matcă și au afectat zeci de arii construite în zone inundabile. Spre exemplu, la Erftstadt, o porțiune a satului s-a prăbușit complet ca urmare a unei alunecări de teren, lăsând în urmă un vast crater. La Bad Neuenahr-Ahrweiler, mai multe case s-au prăbușit și 110 persoane și-au pierdut viața. Conductele de gaz și liniile telefonice sunt inutilizabile în numeroase locuri și sute de persoane au rămas fără adăpost. Circa 700 de locuitori au fost evacuați din Wassenberg, în apropiere de Köln, după ruperea unui baraj.
Aproape 1000 de militari au fost mobilizați de urgență pentru a oferi asistență în zonele afectate.
Este de așteptat ca efectele inundațiilor să influențeze viitoarele alegeri parlamentare. Social-Democrații și CDU/CSU susțin că „trebuie făcut totul pentru a stopa încălzirea globală” și a „accelera măsurile de protecție a mediului”.

### Italia
Intemperiile au afectat și nord-estul Italiei și au cauzat distrugeri culturilor. În regiunea Trentino-Tirolul de Sud, un arbore a căzut și a avariat un teleferic, iar mai multe șosele au suferit distrugeri, în timp ce o persoană a decedat în regiunea Veneto.

### Luxemburg

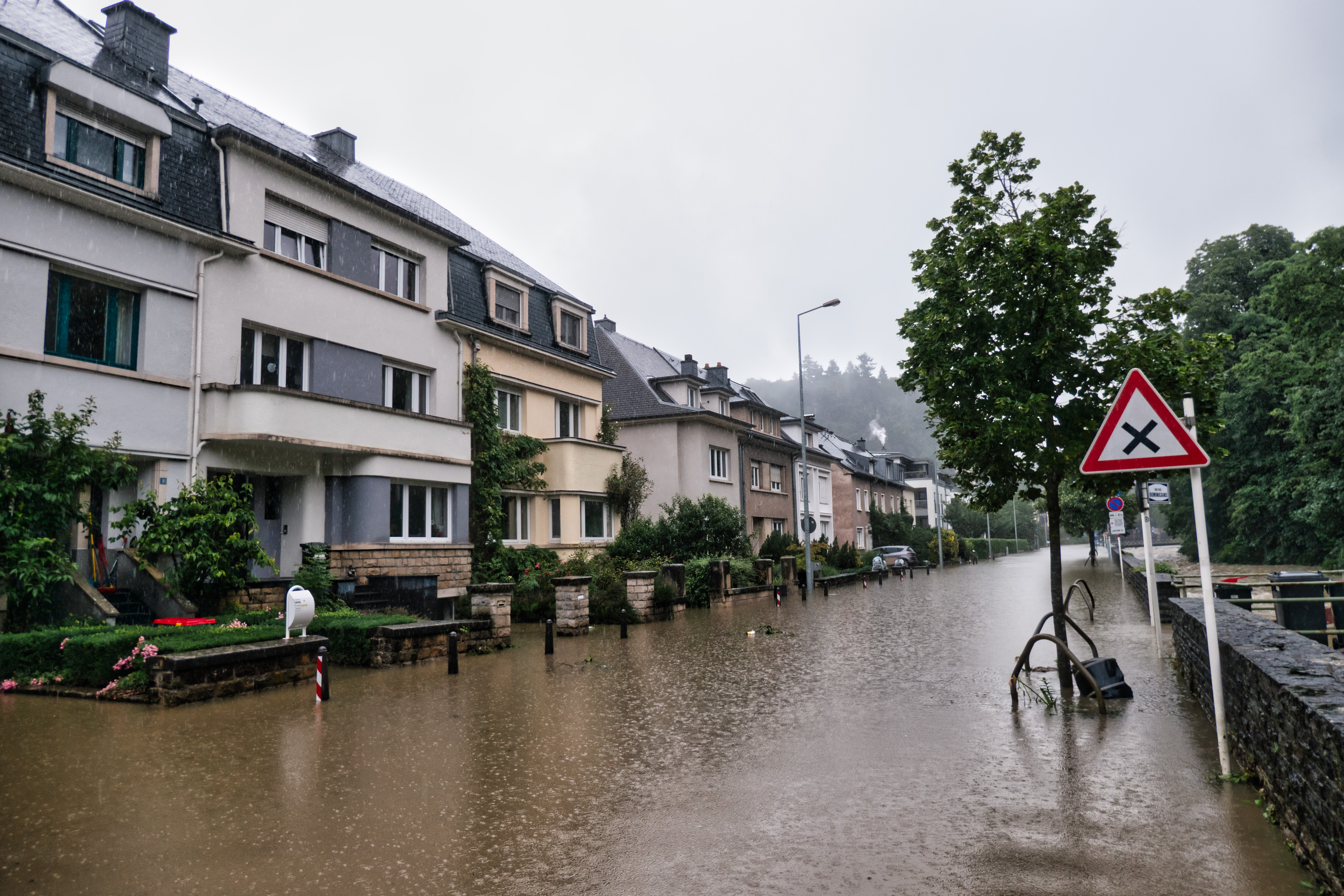
Inundații în cartierul Clausen din Luxemburg.

În Luxemburg, 2000 de persoane au fost evacuate la Echternach și Rosport. Numeroase locuințe din Mersch, Beringen și Rollingen au rămas fără electricitate. Terenul campingului din Rosport a trebuit evacuat de urgență în zorii zilei de joi, 15 iulie. Șase persoane au fost adăpostite în clădirea centrului cultural din Osweiler.

### România
În județul Alba, ploile și furtunile au distrus trei case și avariat grav alte 20 în Ocoliș. Peste 220 de litri de precipitații au căzut pe metrul pătrat în această zonă, în doar cinci ore. O cădere de grindină a a afectat Cluj-Napoca în noaptea de 19 iulie. Bulevardul Eroilor a fost complet inundat, numeroase mașini avariate de copacii prăbușiți, unele cartiere au rămas fără electricitate, iar două persoane au fost rănite de obiecte smulse de vânt. În Hândrești, județul Iași, un bărbat de 47 de ani a murit în urma inundațiilor. Pe 20 iulie, ploile torențiale au cauzat inundații în 29 de localități din județele Alba, Brașov, Caraș-Severin, Dâmbovița, Dolj, Hunedoara, Iași, Maramureș, Mureș, Neamț, Prahova și Timiș.

### Țările de Jos
Pe 14 iulie, Institutul Meteorologic Regal al Țărilor de Jos a emis o alertă roșie pentru provincia Limburg, deoarece nivelul fluviului Meuse atinsese recordul estival de 100 de ani (1%), iar a doua zi urma să depășească recordurile nivelului de iarnă, stabilite în 1993 și 1995. Unei mari părți a restului teritoriului Țărilor de Jos i-a fost transmisă o alertă portocalie de ploaie, pe data de 15 iulie. Pe 16 iulie, evacuări masive au început în provincia Limbourg, unde au fost trimiși 300 de militari.
Precipitațiile au depășit 100 litri/m2 într-o singură zi și 200 litri/m2 în trei zile, eveniment unic în Țările de Jos într-o mie de ani. Drept urmare, pe 16 iulie, un dig care mărginea canalul Juliana s-a rupt, ceea ce a condus la evacuarea mai multor sate din Limburg. Peste 10000 de persoane au fost evacuate în cursul serii la Venlo și în satele învecinate, Belfeld, Steyl și Arcen. Spitalul principal din Venlo a fost și el evacuat, ca măsură de precauție împotriva inundațiilor produse de Meuse.

## Legătura cu încălzirea globală
Inundațiile au urmat unor valuri de căldură fără precedent în zonele Pacificului de Nord-Vest și Europei de Nord, determinând oamenii de știință să suspecteze o posibilă legătură cu încălzirea globală. Anterior inundațiilor, oamenii de știință au avertizat că episoadele meteorologice extreme vor deveni din ce în ce mai obișnuite, ca urmare a încălzirii globale. Astfel de episoade vor include ploi torențiale. Creșterea temperaturii atmosferice va conduce la absorbția unei cantități mai mari de vapori de apă, rezultând mai multe precipitații. Este posibil ca încălzirea globală să fi provocat un comportament mai dezordonat al curenților de mare altitudine jet stream, ceea ce ar fi putut conduce la fenomene meteorologice extreme mai frecvente. Specialiștii au sugerat că e nevoie de studii și analize suplimentare pentru a înțelege mai bine amploarea rolului schimbărilor climatice în producerea inundațiilor.
Conform profesorului belgian Jean-Pascal van Ypersele, inundațiile au fost un efect clar al schimbărilor climatice și ar trebui să determine reducerea treptată a emisiilor de carbon ale societăților noastre. Conform Météo-France, deși traversarea Europei de către valul de aer rece nu s-a datorat direct încălzirii globale, astfel de fenomene fiind cunoscute și documentate de multă vreme, totuși încălzirea a amplificat intensitatea precipitațiilor. Mai precis, schimbările climatice au agravat severitatea evenimentelor meteorologice excepționale care s-au înregistrat în ultimii ani.